# Россетти, Кристина Джорджина
Кристи́на Джорджи́на Россе́тти (англ. Christina Georgina Rossetti; 5 декабря 1830 — 29 декабря 1894) — английская поэтесса, сестра живописца и поэта Данте Габриэля Россетти. В её честь назван кратер Россетти на Венере.

## Биография

### Семья и образование
Кристина Россетти родилась в Лондоне на Шарлотт-стрит, 38 (современная Халлам-стрит, 110), в семье итальянского поэта Габриэле Россетти, который с 1824 года находившегося в политической эмиграции в Лондоне, и Фрэнсис Полидори. Дядя Кристины — Джон Уильям Полидори — был личным врачом лорда Байрона. У Габриэле и Фрэнсис было ещё двое сыновей — Данте Габриэле, который стал поэтом, и Уильям Майкл, впоследствии критик и прозаик, а также дочь — Мария Франческа, которая также стала писателем. Младшая из детей семьи, Кристина уже в раннем детстве стала сочинять стихи и надиктовывала их матери до того, как научилась писать.
Кристина получила домашнее образование — мать и отец учили познакомили её с произведениями классической литературы, сказками и современной прозой и поэзией. Джон Китс, Вальтер Скотт, Анна Радклиф, Мэтью Грегори Льюис, а также Данте Алигьери, Франческо Петрарка и итальянские писатели оказали на Россетти большое влияние. В раннем детстве она часто гуляла в недавно открытом Риджентс-парке, в гостеприимном доме её родителей частыми гостями были итальянские писатели, мыслители и философы. Семья Россетти даже «выпускала» собственную домашнюю газету.
В 1840-х семья Россетти столкнулась с финансовыми трудностями: в 1843 году у Габриэле Россетти развился хронический бронхит, появилось подозрение на туберкулёз, он стал стремительно терять зрение. Отцу пришлось отказаться от преподавательской должности в Королевском колледже. Хотя он прожил ещё 11 лет, все эти годы он страдал от депрессии и его здоровье уже не восстановилось. Фрэнсис Россетти начала преподавать, чтобы содержать семью, а Мария стала гувернанткой, подобная перспектива приводила Кристину в ужас. В то время её брат Уильям работал в акцизном управлении, а Габриэле учился в художественной школе, поэтому значительное количество времени Кристина проводила дома одна. В 15 лет у неё случился нервный срыв, проявились симптомы депрессии. Мать и сестра в это время находились под сильным влиянием англиканства, вместе с ними и Кристина глубоко погрузилась в религию.

### Карьера
С 1842 года Россетти начала записывать и датировать свои стихи, в этих ранних произведениях прослеживается сильное влияние её любимых поэтов. С 1847-го она начала экспериментировать со стихотворными формами — сонетами, гимнами, балладами, черпая сюжеты как из Библии, так и народных сказок. Ранние работы Россетти относят к романтизму, в них часто звучат размышления о смерти и утратах.
Началом публичной карьеры Россетти стали публикации, вышедшие в литературном журнале прерафаэлитов The Germ под псевдонимом Ellen Alleyn.
Среди сонетов Кристины Россетти (числом более 60), которые она стала писать с 1848 г., можно выделить два цикла: сонеты «Monna Innominata» и 28 сонетов цикла «Later Life» (1881).

### Болезни и смерть
С подросткового возраста Кристина Россетти страдала от различных заболеваний: её преследовали постоянный кашель, невралгические боли, периодически возникали абсцессы и опухоли. В 1872 году у Кристины Россетти диагностировали болезнь Грейвса, прогрессируя, заболевание сильно сказалось на внешности поэтессы, сделав фигуру и лицо грузными и отёчными.
В 1893 у неё нашли рак груди. Опухоль была удалена хирургически, но болезнь рецидивировала уже в 1894-м.
29 декабря 1894 года она умерла от рака и была похоронена на известном лондонском кладбище Хайгейт (англ. Highgate). В начале XX века, в связи с развитием модернизма, поэзия Кристины Россетти оказалась подзабыта, и была вновь открыта уже в 1970-х годах. Современная английская критика отводит ей заметное место среди поэтов викторианской эпохи.

## Произведения
| The Milking-Maid (Доярка) The year stood at its equinox, And bluff the North was blowing. A bleat of lambs came from the flocks, Green hardy things were growing. I met a maid with shining locks, Where milky kine were lowing. She wore a kerchief on her neck, Her bare arm showed its dimple. Her apron spread without a speck, Her air was frank and simple. She milked into a wooden pail, And sang a country ditty - An innocent fond lovers' tale, That was not wise nor witty. She kept in time without a beat, As true as church-bell ringers, Unless she tapped time with her feet, Or squeezed it with her fingers. I stood a minute out of sight, Stood silent for a minute, To eye the pail, and creamy white The frothing milk within it. | To eye the comely milking maid, Herself so fresh and creamy. «Good day to you!» at last I said, She turned her head to see me. «Good day!» she said with lifted head, Her eyes looked soft and dreamy. And all the while she milked and milked The grave cow heavy-laden. I’ve seen grand ladies, plumed and silked, But not a sweeter maiden. But not a sweeter fresher maid Than this in homely cotton, Whose pleasant face and silky braid I have not yet forgotten. Perhaps my rose is overblown, Not rosy or too rosy. Perhaps in farmhouse of her own Some husband keeps her cosy. Where I should show a face unknown? - Good bye, my wayside posy! |  |

(Из поэмы Кристины Джорджины Россетти «The Milking-Maid» («Доярка»))